# Monde berbère
 (août 2023).
Si vous disposez d'ouvrages ou d'articles de référence ou si vous connaissez des sites web de qualité traitant du thème abordé ici, merci de compléter l'article en donnant les références utiles à sa vérifiabilité et en les liant à la section « Notes et références ».
 (août 2023).
- Si vous ne connaissez pas le sujet, laissez ce bandeau (vous pouvez alors contacter les auteurs).
- Si vous supprimez le contenu mis en cause (vous pouvez préalablement contacter les auteurs),

argumentez précisément cette suppression dans la page de discussion
(un manque de référence n'est pas un argument ; une recherche réelle de référence doit avoir été effectuée, être formellement documentée).

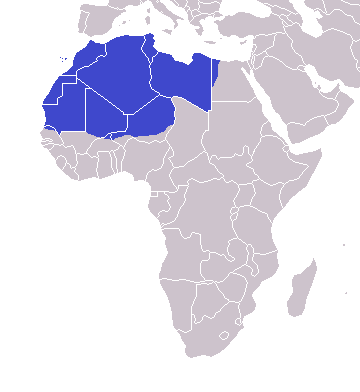
Carte du Monde berbère.

Le monde berbère ou la Tamazgha (en tamazight : ⵜⴰⵎⴰⵣⵖⴰ, ⵜⴰⵎⴰⵣⵗⴰ Tamazɣa, prononcée en français Tamazra), anciennement appelé la Berbérie ou la Libye, désigne l'espace géographique comportant l'ensemble des régions historiques du peuple berbère. La Tamazgha correspond en grande majorité au Maghreb. Au-delà d'une séparation selon la langue (locuteurs arabophones ou berbérophones) dans le monde berbère géographique, une identité berbère a été décrite.
Le terme « Tamazgha » est l'expression d'une union du peuple amazigh et ce de par les frontières géopolitiques actuelles.

## Géographie
La Tamazgha (le monde berbère) comprend l'ensemble de cinq pays d'Afrique du Nord : Algérie, Maroc, Tunisie, Libye et Mauritanie, en particulier les quatre premiers, riverains de la mer Méditerranée ; le territoire disputé (entre Maroc et Mauritanie) du Sahara occidental ainsi que, partiellement, cinq autres territoires : 
- nord du Mali (voir Azawad) et nord du Niger, pays aux frontières remontant à la colonisation, et mélant des populations d'origines différentes au nord et au sud ;
- une partie de l'ouest de l'Égypte (comprenant la région berbérophone de Siwa) ;
- les enclaves espagnoles de Melilla, Ceuta (au niveau du détroit de Gibraltar, côté africain), et les Îles Canaries, archipel de l'océan Atlantique au large du Maroc.

Les Touaregs, ethnies berbérophones, sont présents au Sahara central et ses bordures (Algérie et Libye au nord, Mali et Niger (Sahel) au sud).

## Dénominations
L'expression monde berbère a d'abord été utilisée par des intellectuels berbérisants au Maroc et en Algérie, en tant que concept qui donne à l'identité berbère un contexte géographique moderne.
Historiquement cette zone géographique, ou région continentale, correspond à celle qui était connue sous le nom de « Libye », désignée de nos jours sous le nom de « Libye antique », territoire des Libyens anciens, ancêtres des Berbères actuels. 
Plus tard, la région est nommée « Barbarie » ou « Côte des Barbaresques » en Europe jusqu’au XIXe siècle. 
Ces anciens mots français avaient été utilisés par les Français pour distinguer géographiquement le Maghreb du reste de l'Afrique ou d'autres régions à majorité musulmane.

## Livres et publications
L'expression « monde berbère » a été mentionné dans des dizaines d'autres publications francophones et anglophones telles que :
- Nouvelle géographie universelle : la terre et les hommes, par Élisée Reclus, vol. 12, éditions Hachette, 1887. (page 4)
- Revue des Deux Mondes, v.107, 1873. (page 140)
- Mélanges d'histoire et de voyages, par Ernest Renan, éditions Calmann Lévy, 1890. (page 322)
- Tombouctou la mystérieuse, par Félix Dubois, éditions Flammarion, 1897. (page 253)
- The New Encyclopaedia Britannica, vol. 30, 1974. (page 155)
- North West Africa: a political and economic survey, par Wilfrid Knapp, 1977. (page 15)
- Linguistique berbère : études de syntaxe et de diachronie, par Salem Chaker, éditions Peeters. 1995 (pages 7, 30, 135, 269)
- L'identité berbère : de la frustration berbère à la violence : la revendication en Kabylie, par Dalila Arezki, éditions Séguier, 2004. (page 104)
- Encyclopédie berbère, par Gabriel Camps et Salem Chaker, 27 volumes, éditions Edisud, 1984-2005.

### Sports (clubs)
Les clubs de football portant l'identité amazighe sont :
- Jeunesse sportive de Kabylie
- Mouloudia Olympique Béjaïa
- Union sportive Chaouia
- Chabab Aurès Batna
- Union sportive madinet Khenchela
- Jeunesse sportive madinet Béjaïa

Au Maroc
- Hassania Union Sport d'Agadir
- Renaissance sportive de Berkane
- Olympique Dcheira
- Chabab Atlas Khénifra
- Ittihad Zemmouri de Khémisset
- US Amal Tiznit
- Fath de Nador
- Chabab Mrirt